# Spalt (Marke)
Spalt ist eine im deutschen Sprachraum bekannte Marke für Schmerzmittel, deren Rechte die PharmaSGP GmbH besitzt.

## Geschichte
Ihre Bekanntheit erlangte sie in den 1930er Jahren, als der Geheimrat Leo Maximilian Baginski der Tablette durch den Spalt eine charakteristische, auch im Dunkeln erfühlbare besondere Form geben ließ. Dieser Spalt gab dem Mittel seinen Namen und symbolisierte werbetechnisch das Spalten des Schmerzes durch die seinerzeitigen arzneilich wirksamen Bestandteile, Salicylamid, Phenyldimethyl-pyrazon-salicylat, Coffein und Mandelsäurebenzylester. Die Marke Spalt-Tabletten wurde am 20. Oktober 1931 über sein 1912 erworbenes Unternehmen Dr. Ballowitz Co. angemeldet und am 15. Januar 1932 eingetragen. Am 1. Juni 1932 begann dann die von Baginski unter dem Namen seines Partners Hans Much gegründete Unternehmung Prof. Dr. Much’sche Präparate AG. Chem. Pharmazeut. Erzeugnisse durch Gratisverteilungen an Apotheken mit einer weit angelegten Werbekampagne, in deren Folge „Spalt“ einer der Marktführer des Schmerzmittelmarktes wurde.
Durch eine in den seinerzeitigen Wirtschaftskreisen ungewöhnliche Offenheit bezüglich der Werbestrategie und -kosten konnte diese in Werbefachkreisen öffentlich analysiert und dokumentiert werden. Dabei zeigen sich folgende Daten:
| Jahr | Preis (20er) | Werbeetat | Anteil am Umsatz |
| ---- | ------------ | --------- | ---------------- |
| 1932 | 1,40 RM      |           | 62,6 %           |
| 1933 | 1,40 RM      | wie 1933  | 25,6 %           |
| 1934 | 1,40 RM      | wie 1933  |                  |
| 1935 | 1,20 RM      | wie 1933  | 7,5 %            |
| …    | …            | wie 1933  |                  |
| 1941 | 0,91 RM      | wie 1933  | 0,68 %           |
| 1962 | 1,50 DM      |           |                  |

1932 wurden 62,6 Prozent des Umsatzes für Werbung ausgegeben. Bei gleichbleibenden absoluten Jahresbeträgen für das nächste Jahrzehnt sank der Anteil des Werbeetats am Gesamtumsatz auf 0,68 Prozent. Spalt wurde so neben Togal und Aspirin Marktführer. Die weitere Entwicklung durch die Jahrzehnte:
- 1940er: Kriegsgefangenschaft Baginskis, Enteignung der Fertigungsbetriebe, Dr. Ballowitz & Co. als Markeneigentümer Kern des Neuanfangs
- 1950er: Spalt-Zusammensetzung (lt. Werbung): Phenacetin, Coffein, Phenylglycolsäurebenzylester, Pyraz.-phenyldim.-salicyl.
- 1960er: Verzicht auf konkrete Inhaltsstoffangaben in der Werbung, Doppelspalt (Acetylsalicylsäure), Brausende Spalt (Brausetablette)[5]
- 1980er: Fernsehwerbung; „Spalt schaltet den Schmerz ab. – Schnell.“ Mit analog zu einem (seinerzeit in Altbauten als Lichtschalter noch verbreiteten) Drehschalter drehender Tablettendarstellung, neue Rezeptur: Spalt N (ASS, Paracetamol, 1985), 50-jähriges Jubiläum
- 1990er: Spalt-Schmerzgel („Spalt in der Tube“), Spalt plus (mit Coffein), ab 1996 Spalt A+P (statt Spalt N), Spalt Nacht (ohne Coffein)
- 2000er: Spalt Liqua, Spalt Liqua Migräne, Spalt mobil, Spalt forte (Flüssigkapseln Ibuprofen, ohne Kerbe)
- 2010er: verbliebene Produkte:
  - Tabletten: Spalt (ASS und Paracetamol), Doppel Spalt Compact (ASS), Spalt Plus Coffein N (ASS, Paracetamol, Coffein)
  - Flüssigkapseln: Spalt Kopfschmerz (200 mg Ibuprofen); Spalt Forte, Spalt Migräne, Spalt Mobil (400 mg Ibuprofen) – lt. den Gebrauchsinformationen sind alle 400-mg-Präparate identisch zusammengesetzt.[6]

Die Veränderungen in Werbeinhalten und Produktpalette zeigen die Entwicklungen im Marketing: Vom ehemaligen, vermeintlich omnipotenten Mehrfachpräparat gegen diverse Schmerzursachen über allgemein positionierte Einzelpräparate hin zu inhaltsidentischen Spezialpräparaten.
1972 wurde die zwischenzeitlich in Prof. Dr. med. Much AG umstrukturierte Markenmutter an die American Home Products Corp. verkauft (die 2002 in Wyeth umbenannt wurde), wo sie als Whitehall-Much GmbH in das Tochterunternehmen Whitehall International eingegliedert wurde. Nach Übernahme des Wyeth-Konzerns 2010 gehört auch die Marke Spalt zu Pfizer.
In der DDR wurden Spalt-Tabletten von Berlin-Chemie hergestellt. Nach der deutschen Vereinigung musste der Markenname wegen der Rechte des westlichen Markeninhabers fallengelassen werden.

## Kritik
Der Ratgeber Bittere Pillen rät von der ursprünglichen Spalttablettenrezeptur mit ihrer Kombination aus Salicylamid, Phenyldimethyl-pyrazon-salicylat, Coffein und Mandelsäurebenzylester ab, ordnete aber neuere Schmerzmittel unter dem Namen Spalt, die nur einen Wirkstoff (Acetylsalicylsäure) enthalten, als zweckmäßig ein.

## Markenrezeption

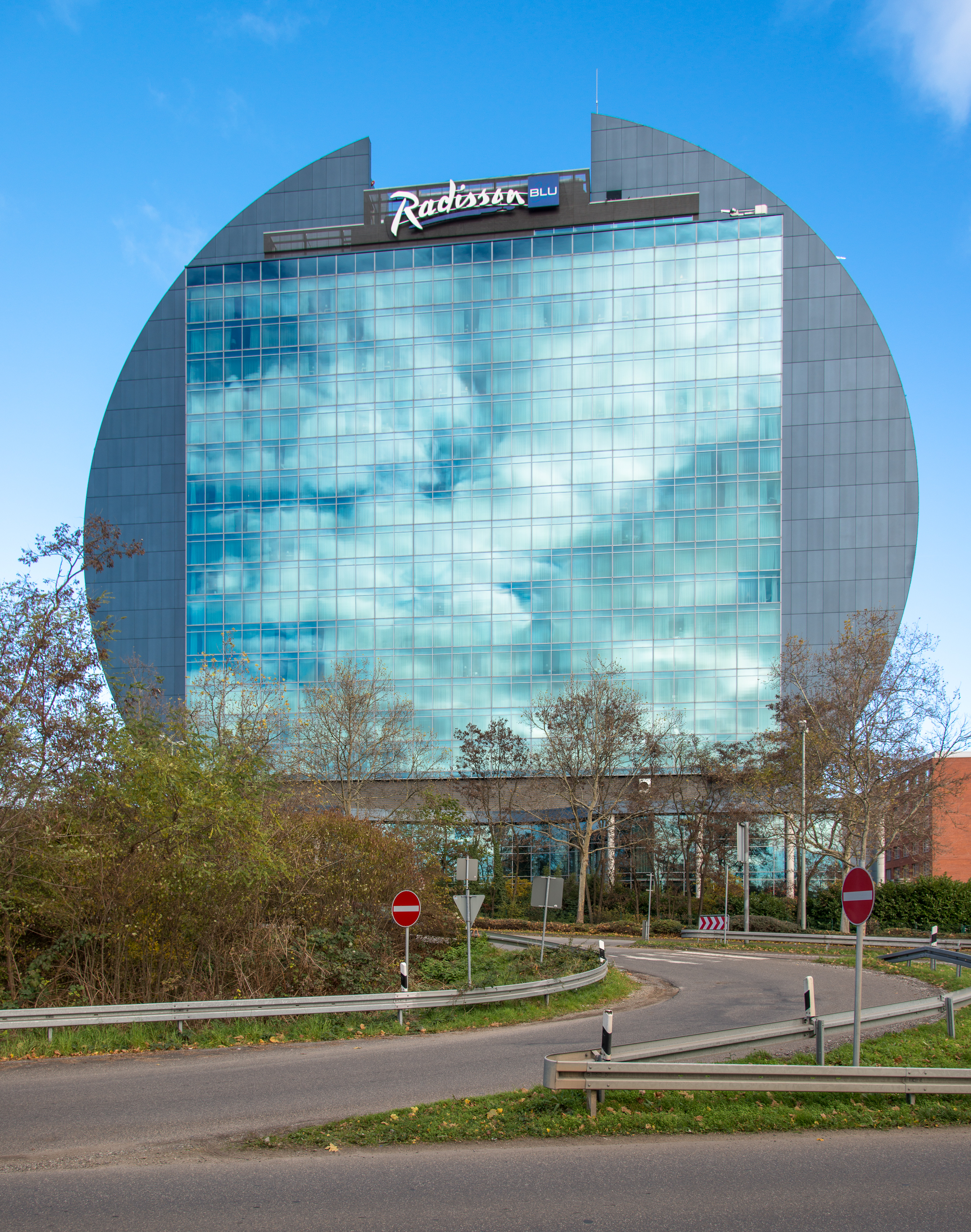
Frankfurt Radisson Blu Hotel, im Volksmund als Spalt-Tablette bezeichnet

Bedingt durch die werblich erzielte Bekanntheit wurde der Name auch auf weitere exponierte Objekte übertragen, so wird sowohl das Frankfurter Radisson Blu Hotel wie auch ein tablettenähnliches Kunstobjekt der Ausstellung Deutschland – Land der Ideen im Volksmund als Spalt-Tablette bezeichnet.